# شرق عدن (فلم)
شرق عدن  (بالإنجليزية: East of Eden) هو فيلم دراما تم إنتاجه في الولايات المتحدة وصدر في سنة 1955. الفيلم من إخراج إيليا كازان.

## بطولة
- جيمس دين

## الميزانية والإيرادات
حقق أرباحا تقدر بـ 5,000,000 دولار.

### ترشيحات وجوائز
| السنة | الحدث          | الفئة                   | النتيجة  |
| ----- | -------------- | ----------------------- | -------- |
|       | جائزة الأوسكار | أفضل ممثلة في دور مساعد | فـــــوز |

## وصلات خارجية
- شرق عدن على موقع IMDb (الإنجليزية)
- شرق عدن على موقع ميتاكريتيك (الإنجليزية)
- شرق عدن على موقع الموسوعة البريطانية (الإنجليزية)
- شرق عدن على موقع روتن توميتوز (الإنجليزية)
- شرق عدن على موقع نتفليكس (الإنجليزية)
- شرق عدن على موقع قاعدة بيانات الأفلام العربية
- شرق عدن على موقع ألو سيني (الفرنسية)
- شرق عدن على موقع Turner Classic Movies (الإنجليزية)
- شرق عدن على موقع أول موفي (الإنجليزية)
- شرق عدن على موقع بوكس أوفيس موجو (الإنجليزية)

1. ↑  مذكور في: قاعدة بيانات الأفلام السويدية. معرف قاعدة بيانات الأفلام السويدية: 12574. الناشر: المعهد السويدي للسينما. لغة العمل أو لغة الاسم: السويدية.
2. ↑  وصلة مرجع: https://www.oscars.org/oscars/ceremonies/1956.
3. ↑  وصلة مرجع: https://goldenglobes.com/film/east-of-eden/.
4. ↑  وصلة مرجع: https://catalog.afi.com/Catalog/moviedetails/51490.